# Сканіатлес (селище, Нью-Йорк)
Сканіатлес (англ. Skaneateles) — селище (англ. village) в США, в окрузі Онондага штату Нью-Йорк. Населення — 2533 особи (2020).

## Географія
Сканіатлес розташований за координатами 42°56′50″ пн. ш. 76°25′43″ зх. д. / 42.94722° пн. ш. 76.42861° зх. д. (42.947282, -76.428488).  За даними Бюро перепису населення США в 2010 році селище мало площу 4,46 км², з яких 3,66 км² — суходіл та 0,80 км² — водойми.

## Демографія
Згідно з переписом 2010 року, у селищі мешкало 2450 осіб у 1094 домогосподарствах у складі 674 родин. Густота населення становила 550 осіб/км².  Було 1245 помешкань (279/км²).
Расовий склад населення:
| - 97,8 % — білих - 0,8 % — азіатів - 0,1 % — корінних американців - 0,1 % — чорних або афроамериканців |

До двох чи більше рас належало 1,0 %. Частка іспаномовних становила 1,1 % від усіх жителів.
За віковим діапазоном населення розподілялося таким чином: 22,3 % — особи молодші 18 років, 53,9 % — особи у віці 18—64 років, 23,8 % — особи у віці 65 років та старші. Медіана віку мешканця становила 50,0 року. На 100 осіб жіночої статі у селищі припадало 81,9 чоловіків;  на 100 жінок у віці від 18 років та старших — 79,1 чоловіків також старших 18 років.
Середній дохід на одне домашнє господарство  становив 121 819 доларів США (медіана — 79 871), а середній дохід на одну сім'ю — 175 552 долари (медіана — 123 000). Медіана доходів становила 94 766 доларів для чоловіків та 57 708 доларів для жінок. За межею бідності перебувало 4,9 % осіб, у тому числі 3,6 % дітей у віці до 18 років та 6,1 % осіб у віці 65 років та старших.
Цивільне працевлаштоване населення становило 1110 осіб. Основні галузі зайнятості: освіта, охорона здоров'я та соціальна допомога — 37,7 %, науковці, спеціалісти, менеджери — 13,2 %, виробництво — 11,7 %.